# Поснетт, Ричард Нейл
Сэр Ричард Нейл Поснетт (англ. Sir Richard Neil Posnett 19 июля 1919, Котагири, вице-королевство Индия — 11 мая 2009,  Великобритания) — британский государственный и колониальный деятель, генерал-лейтенант Белиза (1972—1976), губернатор Бермудских островов (1981—1983).

## Биография
Родился в семье миссионера методистской церкви.
Окончил юридический факультет колледжа Св. Иоанна (Кембридж).
С 1940 г. — в колониальной администрации Уганды.
В 1960-х гг. работал в министерстве по делам Содружества, затем — в аппарате ООН.
В 1969 г. — специальный уполномоченный в Ангилье, после британского вторжения, вызванного намерением местных властей выйти из колониального союза Сент-Кристофер-Невис-Ангилья.
В 1972—1976 гг. — губернатор Белиза (до 1973 г. — Британского Гондураса). На этом посту ему удалось не допустить военного конфликта с Гватемалой, имевшей к Белизу территориальные претензии.
В 1976—1980 гг. — генеральный консул в ЮАР, одновременно в 1979 г. - Верховный комиссар Соединенного Королевства в Уганде. Являлся основателем Олимпийского комитета Уганды.
В 1981—1983 гг. — губернатор Бермудских островов. Однако ему не удалось наладить отношения с местной бюрократией, направившей в Министерство по делам Содружества жалобу по поводу излишних расходов губернатора.
В 1983 г. Поснетт подал в отставку, хотя позже было доказано отсутствие каких-либо злоупотреблений.